# Xanthorhoe
Genre
Xanthorhoe est un genre de lépidoptères (papillons) de la famille des Geometridae.

## Principales espèces(à compléter)
- Xanthorhoe abrasaria
- Xanthorhoe algidata (Moschler)
- Xanthorhoe baffinensis Mcdunnough
- Xanthorhoe biriviata (Borkhausen, 1794)
- Xanthorhoe decoloraria (Esper, [1806])
- Xanthorhoe designata (Hufnagel, 1767)
- Xanthorhoe ferrugata (Clerck, 1759)
- Xanthorhoe fluctuata (Linnaeus, 1758) - Phalène ondée
- Xanthorhoe iduata (Guenee)
- Xanthorhoe incursata (Hübner, [1813])
- Xanthorhoe labradorensis (Packard)
- Xanthorhoe lacustrata (Guenée)
- Xanthorhoe montanata (Denis & Schiffermüller, 1775)
- Xanthorhoe munitata (Hübner)
- Xanthorhoe oxybiata Millière, 1872
- Xanthorhoe quadrifasiata (Clerck, 1759)
- Xanthorhoe ramaria Swett & Casino
- Xanthorhoe spadicearia (Denis & Schiffermüller, 1775)
- Xanthorhoe vidanoi